# Acrolophus arida
Acrolophus arida är en fjärilsart som beskrevs av Walsingham 1915. Acrolophus arida ingår i släktet Acrolophus och familjen Acrolophidae. Inga underarter finns listade i Catalogue of Life.